# Wólka-Przedmieście
Wólka-Przedmieście – wieś w Polsce położona w województwie podlaskim, w powiecie białostockim, w gminie Wasilków.
Do 1954 roku w granicach miasta Wasilkowa.
W latach 1975–1998 miejscowość administracyjnie należała do województwa białostockiego.
Tutaj urodził się Edward Ozorowski, polski biskup rzymskokatolicki, arcybiskup metropolita białostocki w latach 2006-2017, doktor habilitowany teologii, profesor zwyczajny.
Wierni kościoła rzymskokatolickiego należą do parafii Chrystusa Dobrego Pasterza w Jurowcach.